# 세토 다카유키
세토 다카유키(일본어: 瀬戸 貴幸, 1986년 2월 5일~)는 일본의 축구 선수이다.

## 구단 경력
그는 2007년 FC 아스트라 지우르지우에 입단했다. 2015년까지 254경기에 출전하여, 30득점을 넣었다. 2015년 앙카라스포르로 이적했다. 2016년 1월 FC 아스트라 지우르지우로 복귀했다. 2018년부터 2019년까지 방포레 고후와 FK RFS에서 뛰었다. 2020년 FC 아스트라 지우르지우로 복귀했다. 2021년 FC 페트롤룰 플로이에슈티로 임대 이적했다. 2024년까지 98경기에 출전하여, 1득점을 넣었다.